# Arctia poveyi
Arctia poveyi är en fjärilsart som beskrevs av Smith 1956. Arctia poveyi ingår i släktet Arctia och familjen björnspinnare. Inga underarter finns listade i Catalogue of Life.